# Ein Leben für den Tod
Ein Leben für den Tod (Originaltitel: You Don’t Know Jack) ist eine US-amerikanische Filmbiografie aus dem Jahre 2010 des Regisseurs Barry Levinson, der von HBO produziert wurde.

## Handlung
Der ehemalige Pathologe Dr. Jack Kevorkian muss das lange und schmerzvolle Sterben seiner Mutter erleben und setzt sich in der Folge für ein humanes Sterben bei todkranken Menschen durch assistierten Suizid ein. Er entwickelt eine Apparatur, die es schwerkranken Menschen ermöglicht den letzten Schritt zur Selbsttötung eigenständig durchzuführen. Dabei wird er von seiner älteren Schwester Margo Janus, durch seinen Freund Neal Nicol und von der Aktivistin Janet Good unterstützt.
Seine erste Patientin ist die an Alzheimer erkrankte Janet Adkins, die in einem VW-Bus die Apparatur nutzt, um Selbstmord zu begehen. Durch ein Radiointerview verbreitet sich seine Popularität und immer mehr Todkranke und deren Angehörige wenden sich an ihn. Um sich rechtlich abzusichern, dokumentiert er den ausdrücklichen Sterbewunsch der Patienten auf Video. Der Staatsanwalt Dick Thompson wird auf ihn aufmerksam und klagt ihn an. Der Anwalt Geoffry Fieger erkennt die Dimensionen des Falls und erklärt sich bereit Kevorkian ohne Provision vor Gericht zu vertreten, darüber hinaus nutzt er geschickt die Medien für sich und seinen Mandanten. In einem aufsehenerregenden Prozess wird Kevorkian freigesprochen. Er setzt seinen Kampf fort und wird wiederholt durch die Staatsanwaltschaft angeklagt und muss in Untersuchungshaft. Dort verweigert er konsequent die Nahrungsaufnahme. Bei den anschließenden Gerichtsverfahren wird er jedoch immer von der Schuld entlastet. In der Folge beschließt der Staat Michigan eine verschärfende Gesetzesänderung, die allerdings durch das Berufungsgericht für nichtig erklärt wird.
Kurzzeitig kann er sogar Sterbehilfe in einer durch ihn eröffneten Klinik leisten. Die Klinik nennt er nach seiner inzwischen verstorbenen Schwester Margo Janus Mercy Klinik. Doch schon nach kurzer Zeit wird sein Mietvertrag gekündigt. 1996 versucht der Staatsanwalt ihn aufgrund von Verstößen gegen das gemeine Recht anzuklagen, nun erscheint er vor Gericht sogar am selbstgebauten Pranger mit einer Eisenkugel ums Bein um seinen Protest kundzutun. Auch hier wird er durch die Geschworenen freigesprochen.
Durch die Medien als Dr. Death bekannt, leistet er bei 129 Menschen Sterbehilfe. Sogar Good nimmt die Hilfe ihres Freundes Kevorkian in Anspruch, als sie unheilbar an Bauchspeicheldrüsenkrebs erkrankt ist. Um das bestehende Gesetz zur Sterbehilfe außer Kraft zu setzen und das Thema vor den obersten Gerichtshof zu bringen, leistet er bei seinem 130. Patienten aktive Sterbehilfe. Fieger engagiert sich inzwischen in der Politik und so beschließt Kevorkian sich selbst vor Gericht zu verteidigen. 1999 wird er wegen eines minderschweren Falls von Totschlags und des Verabreichens einer verbotenen Substanz zu 10 bis 25 Jahren Haft verurteilt. Aufgrund seiner Hepatitis C-Erkrankung und seiner nur noch sehr geringen Lebenserwartung wird er 2007 aus dem Gefängnis entlassen.

## Produktion
Zur Vorbereitung auf die Rolle reiste Al Pacino nach Detroit und traf sich dort mit Kevorkian. Die Dreharbeiten fanden vom 17. August bis November 2009 in Detroit und New York City statt, und das Budget des Films belief sich auf 18 Millionen Dollar. Die Premiere fand in New York City am 14. April 2010 statt. Die deutsche Premiere war auf dem Festival Großes Fernsehen am 27. Juni 2010 in Köln.

## Synchronisation
Die deutsche Synchronbearbeitung entstand bei der Berliner Synchron GmbH Wenzel Lüdecke. Synchronregie führte Rainer Martens.
| Rolle               | Darsteller             | Synchronsprecher         |
| ------------------- | ---------------------- | ------------------------ |
| Jack Kevorkian      | Al Pacino              | Frank Glaubrecht         |
| Neal Nicol          | John Goodman           | Klaus Sonnenschein       |
| Janet Good          | Susan Sarandon         | Kerstin Sanders-Dornseif |
| Geoffrey Fieger     | Danny Huston           | Stephan Hoffmann         |
| Margo Janus         | Brenda Vaccaro         | Andrea Brix              |
| Jack Lessenberry    | James Urbaniak         | Viktor Neumann           |
| John Skrzynski      | Eric Lange             | Tobias Kluckert          |
| Bob Bender          | Logan Crawford         | Oliver Siebeck           |
| Detective           | Delaney Williams       | Jörg Hengstler           |
| Dick Thompson       | Cotter Smith           | Bodo Wolf                |
| Dr. Dragovic        | Allen Lewis Rickman    | Gerald Paradies          |
| Glen Stetson        | Adam Driver            | Peter Lontzek            |
| Mrs. Gale           | Jacqueline Knapp       | Sonja Deutsch            |
| Hugh Gale           | Jonathan Teague Cook   | Freimut Götsch           |
| Janet Adkins        | Sandra Seacat          | Isabella Grothe          |
| Rod Adkins          | Neil Brooks Cunningham | Axel Lutter              |
| Keenie              | Angela Pierce          | Gundi Eberhard           |
| Melody Youk         | Deborah Hedwall        | Denise Gorzelanny        |
| Richter David Breck | Richard Council        | Frank-Otto Schenk        |
| Richter Jackson     | Daryl Edwards          | Andreas Hosang           |
| Richterin Cooper    | Rondi Reed             | Rita Engelmann           |
| Stan Levy           | Todd Susman            | Uli Krohm                |

## Kritik
Ein Leben für den Tod erhielt insgesamt gute Kritiken, so hat der Film eine 83-prozentige positive Rate bei Rotten Tomatoes.

„Der beste Al Pacino seit langem: In dem amerikanischen Fernsehfilm “You Don’t Know Jack” verkörpert der ewige Gangsterkönig den Arzt Jack Kevorkian, der als erster Mediziner in den USA Sterbehilfe leistete. Der Film über Autonomie und Freiheit, der in den USA viel Lob bekam, ist nun erstmals im deutschen Fernsehen zu sehen.“

## Auszeichnungen
Der Fernsehfilm wurde für zahlreiche Preise nominiert, wie zum Beispiel für 15 Emmys, von denen er aber nur zwei Emmys gewann.
- 2010 – Satellite Awards – Bester Darsteller in einer Miniserie oder einem Fernsehfilm Al Pacino und Beste Nebendarstellerin Brenda Vaccaro
- 2010 – Emmy – Hauptdarsteller in einer Miniserie oder einem Fernsehfilm Al Pacino und Bestes Drehbuch Adam Mazer
- 2010 – Online Film & Television OFTA Award – Bester Hauptdarsteller – Mini-Serie oder Fernsehfilm Al Pacino und Bester Nebendarsteller – Mini-Serie oder Fernsehfilm John Goodmann sowie Beste Nebendarstellerin – Mini-Serie oder Fernsehfilm Susan Sarandon
- 2010 – Gold Derby TV Award – Bester Hauptdarsteller Al Pacino
- 2011 – Golden Globe Award – Bester Hauptdarsteller – Mini-Serie oder Fernsehfilm Al Pacino
- 2011 – Screen Actors Guild Awards in der Kategorie Bester Darsteller in einem Fernsehfilm oder Miniserie Al Pacino